# Pico Petrel
El Pico Petrel (en inglés: Petrel Peak) es un pico de 680 m s. n. m. ubicado en la parte norte del glaciar Hodges a unos 2 kilómetros al noroeste de Grytviken en Georgia del Sur, un territorio ubicado en el océano Atlántico Sur, cuya soberanía está en disputa entre el Reino Unido el cual las administra como «Territorio Británico de Ultramar de las islas Georgias del Sur y Sandwich del Sur», y la República Argentina que las integra al Departamento Islas del Atlántico Sur, dentro de la Provincia de Tierra del Fuego, Antártida e Islas del Atlántico Sur.
Fue encuestado por el South Georgia Survey en el período 1951-1957. El nombre fue propuesto por J. Smith del British Antarctic Survey en 1958, a raíz de las investigaciones glaciológicas en la isla San Pedro. Petrel es el nombre de un buque ballenero perteneciente a la Compañía Argentina de Pesca en Grytviken, y hace referencia a los petreles blancos que anidan en las rocas más altas de la cima.